# A-Mobile
A-Mobile (russisch А-Мобайл/A-Mobajl) ist einer der beiden Mobilfunkanbieter in Abchasien. Das Unternehmen hat seinen Sitz in der abchasischen Hauptstadt Sochumi.

## Geschichte
Das Unternehmen nahm seine Geschäftstätigkeiten im Jahr 2006 auf und war zum damaligen Zeitpunkt der erste Mitbewerber des ehemaligen Monopolisten Aquafon. Seit 2008 bietet A-Mobile auch GPRS-Dienste an. Mittlerweile betreibt das Unternehmen auch ein Netz von Ladengeschäften in Abchasien zur Vermarktung der eigenen Produkte.
Als PR-Maßnahme unterstützt das Unternehmen Fußballturniere.